# Wolfgang Sieber (Musiker)
Wolfgang Sieber (* 11. September 1954 in Lichtensteig) ist ein Schweizer Organist, Arrangeur, Komponist, Pianist und Kantor.

## Leben
Nach einer Ausbildung zum Primar- und Reallehrer in Wattwil studierte Wolfgang Sieber an der Musik-Akademie und am Konservatorium in Zürich Klavier bei Klaus Wolters und Orgel bei Hans Vollenweider. Er schloss 1979 mit einem Lehr- und Konzertreifediplom ab. Es folgen Meisterkurse für Orgel und Improvisation bei den Organisten Gaston Litaize (Paris), Franz Lehrndorfer (München) und Jean Langlais (Paris).
Seit 1968 ist Sieber als Konzertpianist und -organist, Korrepetitor u. a. unter Ferdinand Leitner, Sergiu Celibidache, Begleiter und Solist tätig. Seit 1986 ist er zeitweiliges Vorstandsmitglied des SMPV Zentralschweiz und akkreditierter Ausbildner für Orgel (Bachelor und Master). Nach Anstellung als Organist in den Kirchgemeinden Lichtensteig, Degersheim, Rotmonten SG und Liebfrauen ZH wurde er 1992 Stiftsorganist der Pfarrei St. Leodegar im Hof in Luzern, wo er auch als Hauptorganist tätig war. Seit 1. Oktober 2021 ist Wolfgang Sieber freischaffender Musiker und weiterhin ehrenamtlich Präsident des Vereins der Luzerner Orgelfreunde.
Dank Siebers Initiative konnte im November 2015 in der Hofkirche das Echowerk zur Grossen Hoforgel eingeweiht werden. Die Grosse Hoforgel wurde somit zum stilistisch vielfältigsten Instrument und ist das Unikat für ein Surround-Klangerlebnis. Künstler aus aller Welt präsentieren ihre Musik an der Grossen Hoforgel Luzern auf YouTube und Tonträgern.
Für Uraufführungen und Kompositionsprojekte arbeitete er mit den Komponisten Naji Hakim, Carl Rütti, Petr Eben, Augustinus Franz Kropfreiter zusammen. Ausserdem musiziert er seit 1997 mit Willi Valotti, Paul Giger, Ludwig Wicki, Pierre Favre, Frank Sikora, Andrea Bischoff und Lukas Christinat. 2009 erhielt Wolfgang Sieber den Kunst- und Kulturpreis der Stadt Luzern, 2014 wurde ihm der «Goldene Violinschlüssel», die höchste Auszeichnung der Schweizer Volksmusik, verliehen.
Zusammen mit dem Organisten Markus Kühnis und Christoph Kobelt als Schlagwerker und Percussionist spielte er als Timporg Trio.
Von April 2020 bis Februar 2021 produzierte er die Reihen Orgel-Trost (Orgel solo) und Orgel-TrostPLUS (mit über hundert jungen Musikern), die auf YouTube und Hoforgel-Luzern.ch bis März 2021 an die 90'000 Besucher zählten.
Seit 2017 leitet Wolfgang Sieber die Internationalen Meisterkurse in liturgischer Improvisation und Registrierkunst.

## Werke
- Drei Orgeltänze
- Gloube, Hoffnig, Liebi. Jodlerkantate für Männerchor, Jodel-Vorsänger, Baritonsolo, Talerbecken, Sennschellen und Orgel, komponiert zusammen mit Willi Valotti.
- Vigil-Matutin. (2008) Für Alphornduo und Orgel
- Wäsmali-Ruef. (2008) Naturjodel für Jodlerterzett
- Laudes. (2008) Für Alphornduo und Orgel
- De Cheschteneboimler. (2006) Für Alphorn und Orgel
- Kä Zocker. (2010) Für Orgel
- D' Hofgeiss bim Regäwetter.

## Diskographie
Hoforgeln Luzern
- Rhapsody in blue. (2009) Werke von Gershwin, Debussy, Ravel und Saurer (mit dem Swiss Brass Consort)
- sieberspace I. (2009) Werke von Bach, Mozart, Widor und Sieber
- Impressionen. (2009) Werke von Debussy, Hakim und Ravel (mit Lukas Christinat, Horn)
- The symphonic organ III. (2008) Olivier Messiaen: La Nativité du Seigneur / Le banquet céleste
- Sieben musikalische Gebete. (2008) Mit Uwe Steinmetz, Saxophone und Flöte
- Hesch g'meint. (2005) Innerschweizer Volksmusik (mit dem Äschlismatter Jodlerterzett und Heinz della Torre, Alphorn/Büchel/„Hälmi“ /Flügelhorn/Trompete)
- The symphonic organ II. (2004) César Franck: Passion
- In memoriam. (2002) Werke von Saint-Saëns, Raselli, Reger, u. a. (mit Lukas Christinat, Horn)
- Fröhli z’muet. (2000) Innerschweizer Volksmusik (mit Silvia Rindlisbacher, Jodelgesang und Heinz della Torre, Trompete/Büchel/Alphorn)
- The symphonic organ I. (1999) Max Reger: Orgelwerke der Weidener Zeit
- Bruckner, Brahms und Wagner. (1996) mit der Philharmonic Brass
- Remigio Nussio: Orgelwerke. (1994)
- Kuhn-Orgeln (Zürich „Liebfrauen“, Stein AR evangelisch-reformierte Kirche, St. Moritz/Bad GR „San Carlo“)
- Konzertante Musik auf Kuhn-Orgeln. (1989) Werke von Bach, Mendelssohn-Bartholdy, Franck, Vierne u. a.
- Jehmlich-Orgel im Schloss Tarasp (Engadin, CH)
- Ils sains da Tarasp. (1994)
- Kuhn-Orgel der Philharmonie Essen

## Auszeichnungen
- 2014: Goldener Violinschlüssel[6]
- 2009: Kunst- und Kulturpreis der Stadt Luzern[7]
- 2017: Päpstlicher Orden Bene Merenti
- 2018: Horwer Kulturbatzen[8]